# Comuna Deakivți, Litîn
Deakivți (în ucraineană Дяківці) este o comună în raionul Litîn, regiunea Vinnița, Ucraina, formată din satele Deakivți (reședința) și Havrîșivka.

## Demografie
Componența lingvistică a satului Deakivți
     Ucraineană (99,58%)
     Alte limbi (0,42%)
Conform recensământului din 2001, majoritatea populației satului Deakivți era vorbitoare de ucraineană (99,58%), existând în minoritate și vorbitori de alte limbi.